# Nakop
Nakop ist ein kleiner Ort in der Provinz Nordkap im Nordwesten von Südafrika. Nakop ist Grenzposten zur angrenzenden Republik Namibia. Der Grenzübergang ist durchgehend besetzt und neben Vioolsdrift die wichtigste südafrikanische Grenzstation Richtung Namibia.
Nakop liegt rund zehn Kilometer östlich von Ariamsvlei (der Grenzstation auf namibischer Seite) und rund zwei Kilometer östlich der Grenze. Die Grenze ist über die N10 an das südafrikanische und die Nationalstraße B3 an das namibische Straßennetz angebunden. Nakop liegt rund zehn Kilometer nördlich des Oranje.
Bei der Volkszählung 2011 wurde die Bewohnerzahl zusammen mit der anderer kleiner Siedlungsflecken im Non-urban–Gebiet Kai !Garib zusammengefasst.